# Cupedora lorioliana
Cupedora lorioliana är en snäckart som först beskrevs av Joseph Charles Hippolyte Crosse 1863.  Cupedora lorioliana ingår i släktet Cupedora och familjen Camaenidae. Inga underarter finns listade i Catalogue of Life.